# Isaac Kiprop
Pour les articles homonymes, voir Kiprop.
Isaac Kiprop, né le 10 septembre 1986 dans le district de Kween, est un coureur de fond ougandais. Il a remporté le titre de champion du monde de course en montagne 2014.

## Biographie
À 19 ans, il devient champion d'Ouganda du 10 000 m en 2005.
Le 18 février 2006, il devient champion d'Afrique de l'Est de cross-country à Entebbe. Il prend part aux championnats du monde d'athlétisme en salle à Moscou. Il court 8 min 5 s 00 sur 3 000 m mais ne passe pas en finale. Il termine onzième du 10 000 m en 29 min 50 s 99 aux championnats d'Afrique d'athlétisme à Bambous.
Il prend part aux championnats du monde de cross-country le 24 mars 2007 à Mombasa où il termine 26e et remporte la médaille de bronze par équipes. Le 9 septembre, il devient champion d'Ouganda de semi-marathon à Rukungiri. Il est sélectionné pour participer aux Championnats du monde de semi-marathon à Udine où il termine 43e en établissant son record personnel en 1 h 3 min 20 s.
Il remporte son second titre de champion d'Ouganda de semi-marathon le 14 septembre 2008 à Sironko. Le 16 novembre, il termine deuxième de la Zevenheuvelenloop derrière Ayele Abshero mais devant Kenenisa Bekele. Le 25 janvier 2009, il remporte le titre de champion d'Afrique de l'Est de semi-marathon à Kampala.
Après avoir pratiquement disparu de la scène pendant quatre ans, il fait son retour à la compétition en 2012 en prenant part aux championnats nationaux de semi-marathon, notamment remotivé par l'exploit de Stephen Kiprotich.
Il se met ensuite à la course en montagne. Aux championnats du monde de course en montagne 2014 à Casette di Massa, il mène un trio ougandais composé de Daniel Rotich et Kibet Soyekwo et décroche le titre individuel et par équipes. Il remporte ensuite la médaille d'argent aux championnats d'Afrique de course en montagne derrière son compatriote Phillip Kiplimo. Il y décroche l'or par équipes. En 2015, il court en Italie et remporte notamment la victoire au Trophée Nasego. Très attendu aux championnats du monde à Betws-y-Coed, il termine à une décevante vingtième place.

## Palmarès

### Piste
| Année | Compétition                         | Lieu     | Place | Épreuve  | Temps          |
| ----- | ----------------------------------- | -------- | ----- | -------- | -------------- |
| 2005  | Championnats d'Ouganda d'athlétisme | Kyambogo | 1er   | 10 000 m | 29 min 7 s 2   |
| 2006  | Championnats d'Afrique d'athlétisme | Bambous  | 11e   | 10 000 m | 29 min 50 s 99 |

### Route/cross
| Année | Compétition                                      | Lieu      | Place | Épreuve       | Temps           |
| ----- | ------------------------------------------------ | --------- | ----- | ------------- | --------------- |
| 2006  | Championnats d'Afrique de l'Est de cross-country | Entebbe   | 1er   | Cross-country | 35 min 19 s     |
| 2007  | Championnats d'Ouganda de semi-marathon          | Rukungiri | 1er   | Semi-marathon | 1 h 4 min 24 s  |
| 2008  | Marathon de Münster                              | Münster   | 3e    | Marathon      | 2 h 21 min 47 s |
| 2008  | Championnats d'Ouganda de semi-marathon          | Sironko   | 1er   | Semi-marathon | 1 h 3 min 34 s  |
| 2008  | Semi-marathon de Haarlem                         | Haarlem   | 3e    | Semi-marathon | 1 h 4 min 21 s  |
| 2008  | Zevenheuvelenloop                                | Nimègue   | 2e    | 15 kilomètres | 42 min 41 s     |
| 2008  | Semi-marathon de Kampala                         | Kampala   | 1er   | Semi-marathon | 1 h 3 min 40 s  |
| 2009  | Championnats d'Afrique de l'Est de semi-marathon | Kampala   | 1er   | Semi-marathon | 1 h 6 min 51 s  |

### Course en montagne
| no  | masculin          | Course                                       | Longueur | Départ            | Temps          |
| --- | ----------------- | -------------------------------------------- | -------- | ----------------- | -------------- |
| 1re | Médaille d'or     | Championnats du monde de course en montagne  | 11,7 km  | 14 septembre 2014 | 53 min 50 s    |
| 4e  | Médaille d'argent | Championnats d'Afrique de course en montagne | 12,6 km  | 8 novembre 2014   | 1 h 3 min 24 s |
| 1re | Médaille d'or     | Trophée Nasego                               | 20,6 km  | 17 mai 2015       | 1 h 31 min 5 s |

## Records
| Épreuve       | Performance     | Date              | Lieu          |
| ------------- | --------------- | ----------------- | ------------- |
| 3 000 mètres  | 8 min 2 s 56    | 1er juin 2006     | Cork          |
| 5 000 mètres  | 13 min 41 s 59  | 24 juin 2006      | Solihull      |
| 10 000 mètres | 28 min 27 s 0   | 17 juin 2006      | Kampala       |
| 10 kilomètres | 30 min 14 s     | 21 septembre 2008 | Bad Berleburg |
| 15 kilomètres | 42 min 21 s     | 16 novembre 2008  | Nimègue       |
| Semi-marathon | 1 h 3 min 20 s  | 14 octobre 2007   | Udine         |
| Marathon      | 2 h 21 min 47 s | 14 septembre 2008 | Münster       |